# Rissana Janoubia
Rissana Janoubia (franska: Rissana Janoubia (CR), Rissana Janoubia (Commune Rurale), arabiska: اثنين سيدي اليمني) är en kommun i Marocko.   Den ligger i provinsen Larache och regionen Tanger-Tétouan-Al Hoceïma, i den norra delen av landet, 150 km nordost om huvudstaden Rabat. Antalet invånare är 15 890.